# Palazzo delle Poste (Carrara)
Il Palazzo delle Poste è situato a Carrara, tra via Aronte e via Mazzini.

## Storia
La decisione di realizzare anche a Carrara un nuovo edificio postale fu conseguenza quasi forzata, dato il clima di rivalità tra le due cittadine, della costruzione della nuova Direzione Provinciale delle Poste di Massa.
L'area su cui doveva sorgere il palazzo venne ceduta gratuitamente dall'Amministrazione comunale di Carrara e l'edificio stesso, che si voleva degno della tradizione artistica della città, fu l'occasione per il risanamento della zona vicina alla Ferrovia Marmifera, dove sorgevano misere baracche per la lavorazione del marmo, nonché per attuare una nuova sistemazione della viabilità, con l'apertura della nuova direttrice di collegamento da valle, l'attuale via don Minzoni.
Il progetto, approvato nel 1932, fu redatto dall'architetto carrarese Giuseppe Boni, che interpretò le aspettative della cittadinanza elaborando una costruzione monumentale, interamente rivestita di marmi e arricchita da numerosi episodi plastici, tra cui le due grandi statue ai lati dell'ingresso commissionate allo scultore Sergio Vatteroni nel 1934.
I lavori, iniziati il 27 febbraio 1933 ed affidati all'Impresa Grazzini Giuseppe, vennero diretti dalla Sezione Lavori delle Poste di Firenze nelle persone degli ing. Di Castello e Fornovelli.
L'edificio venne inaugurato l'11 novembre 1934 alla presenza di S.E. il ministro delle Comunicazioni Umberto Puppini. Il costo complessivo dell'opera fu di £ 1.930.000.
Dal 2013 il Palazzo delle Poste di Carrara è entrato nel portafoglio di uno dei fondi immobiliari di Sorgente Group.

## Descrizione
L'edificio sorge sulla via Aronte, di ingresso al centro storico della città, e sulla via Mazzini, ponendosi come nodo monumentale all'incrocio delle due vie con la più importante via don Minzoni.
Per la particolare collocazione urbanistica si impone quindi immediatamente allo sguardo salendo da valle e risalta sull'edilizia circostante per la forte mole, per la preziosità del totale rivestimento marmoreo e per la presenza delle due grandi statue ai lati della scalinata angolare di accesso.
Imponente e monumentale, fastoso per il paramento marmoreo ma severo nelle linee secondo lo stile tipico dell'architettura del Ventennio, il palazzo si articola in due ali rettilinee, collegate dal corpo angolare della torretta ottagonale, che costituisce il fulcro compositivo e il centro di simmetria della costruzione.

### Esterno
L'edificio si eleva su due piani fuori terra più il seminterrato e il terzo livello della torretta, la quale arretra al livello del primo piano.
Sul retro, le due ali delimitano uno spazio interno accessibile da ingressi carrabili posti alle estremità dei due corpi di fabbrica. Vi si apre l'entrata secondaria con la scala interna, al centro della testata tripartita dell'ala su via Aronte, e vi si eleva il vano in metallo e vetro della scala di sicurezza, realizzata in tempi recenti all'incrocio dei due volumi rettilinei.
Sia sul davanti che sul retro, l'edificio è interamente rivestito in marmo bardiglio chiaro; tutti gli inserti decorativi - portali, lesene, cornici, zoccolature, pannelli - sono in marmo bardiglio scuro.
Ai lati della scalinata d'ingresso sono collocate due sculture raffiguranti Il Cavatore e Lo Scultore di Sergio Vatteroni.
Le facciate delle ali sono scandite da tre portali giganti nei quali si aprono le due file di finestroni rettangolari, chiusi da inferriate al pian terreno.
Sui parapetti del primo piano sono collocati bassorilievi ornamentali in bardiglio scuro con lo stemma di Carrara al centro (motto: Fortitudo mea in rota) e le allegorie delle comunicazioni ai lati (da sinistra del fronte su via Mazzini: "Terrestri", "Marittime", "Aeree", "Radio").
Dopo le scritte marmoree "Poste e Telegrafi", le facciate sono concluse da una forte cornice aggettante con dentelli, oltre la quale si eleva il parapetto della terrazza superiore di copertura, dotata di pavimento galleggiante.
Il fornice d'ingresso, preceduto da una scalinata rettilinea, si apre nel lato obliquo del corpo d'angolo ed è fiancheggiato da due statue a tutto tondo alte più di tre metri, che accentuano il carattere magniloquente dell'ingresso stesso. Sul lato destro del fornice, in alto, è collocata la data di completamento dell'edificio, 1934.
Il corpo angolare si conclude al livello del primo piano con una semplice cornice in leggero aggetto ed è coperto da una terrazza su cui si aprono i tre finestroni ad arco della torretta, raccordata alla cornice di coronamento delle ali da una alta fascia in bardiglio scuro. Superiormente, si tacca il secondo piano della torretta stessa, che presenta una apertura di forma rettangolare su ciascun lato, di cui quella centrale tamponata per ospitare l'orologio.
Il volume ottagonale, che ospita apparecchiature radio e a cui si accede dalla terrazza di copertura dell'edificio, è concluso da un'alta fascia aggettante decorata da coppie di mascheroni in rilievo che, posti in corrispondenza degli spigoli, assolvono alla funzione di gocciolatoi.

### Interno
L'ingresso principale immette in un atrio ottagonale a doppia altezza con un ballatoio superiore su cui si aprono grandi arcate in cui sono ritagliati i tre finestroni di affaccio alla terrazza del primo piano e cinque portali architravati sovrastati da inserti decorativi. Al centro della copertura, divisa in otto spicchi, si trova un lucernario ottagonale a vetri azzurri e bianchi.
Il salone, chiuso sui lati dagli sportelli per i servizi al pubblico, appare interamente foderato di marmi bardigli chiari venati su cui risaltano gli elementi architettonici (lesene, incorniciature, zoccoli) in bardiglio scuro; il pavimento, anch'esso marmoreo, presenta un disegno radiale speculare alla divisione della semicupola. Su quest'ultima, dopo un'alta cornice in bardiglio scuro, il rivestimento marmoreo è sostituito da lastre dipinte in perfetto finto marmo.
Dal salone si dipartono il corridoio dell'entrata secondaria, pavimentato in marmettoni bianchi e grigi a scacchiera, e i corpi delle ali con gli uffici.
Nell'ala prospiciente via Mazzini si trovano al primo piano gli uffici della direzione, a cui si accede tramite una scalinata monumentale sulla sinistra del salone.
A tre rampe, in marmo bianco, lo scalone è arricchito da una balaustrata a colonnine tornite in marmo chiaro venato, utilizzato anche per il totale rivestimento del vano scala, che è coperto a botte con la volta spartita in cassettoni da fasce di marmo scuro e tagliata al centro da un lungo lucernario di vetri azzurri.
Sulla parete di fondo sono scavate, all'altezza del secondo pianerottolo, due nicchie che ospitano attualmente statuette di soggetto sacro, mentre nella lunetta sotto la volta si trova un pregevole, luminoso mosaico con la data di compimento dell'edificio.
Sotto il pianerottolo di arrivo, sulla parete di comunicazione con il salone, sono ripetuti in bassorilievo marmoreo il motto e il simbolo della città di Carrara.
Gli ambienti direzionali conservano il pavimento a marmettoni bianchi e grigi; le altre stanze presentano pavimentazioni in graniglia; sono ancora in sito gli infissi interni originali.
La scala interna, che sale dall'ingresso secondario, sbarca sulla terrazza di copertura con un piccolo corpo di fabbrica anch'esso totalmente rivestito di marmo chiaro con finiture in bardiglio scuro, aperto sui lati da oblò. Esattamente di fronte si eleva la torretta ottagonale di copertura del salone, nella quale corrisponde al centro il lucernario ottagonale, protetto da una seconda vetrata.

## Fortuna critica
Per la stampa locale, il palazzo era "uno degli edifici più belli che siano mai stati eretti per conto dello Stato", una "mostra permanente" che con il suo stile "possente" rappresentava "un esempio chiaro e solido di quanto può dare il nostro calcare in campo edilizio".
La preziosità del rivestimento e la ricchezza della decorazione, inediti per un edificio del settore, rimangono a tutt'oggi il maggior pregio della costruzione, recentemente tornata oggetto di studio nell'ambito della rivalutazione degli edifici postali storici attuata dall'Ente Poste Italiane.

## Galleria d'immagini

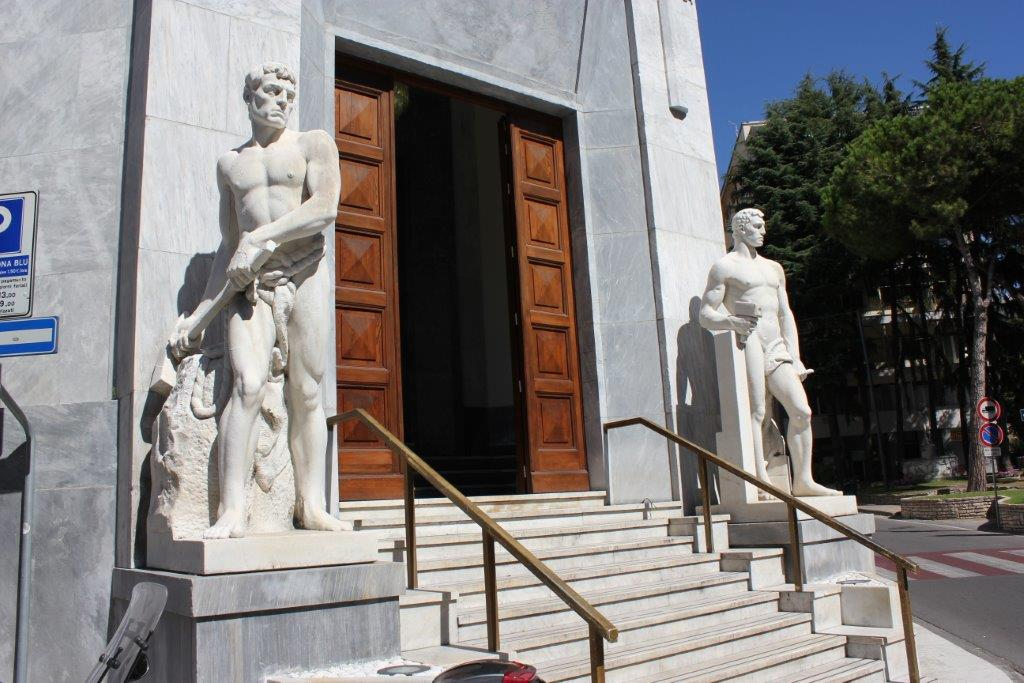
ingresso
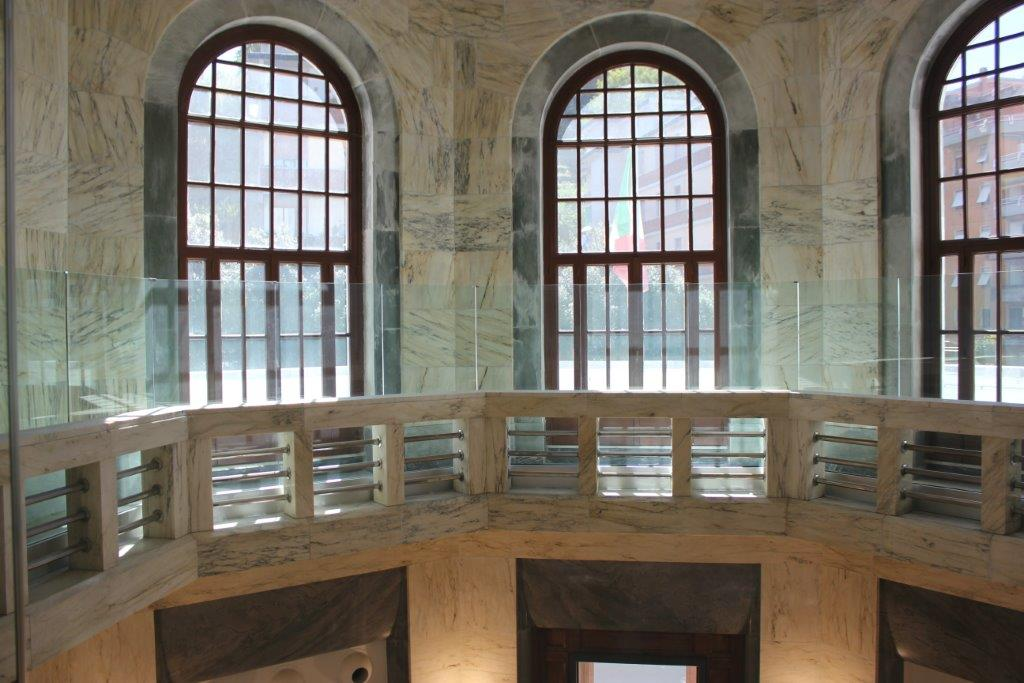
Veduta interni con vetrate
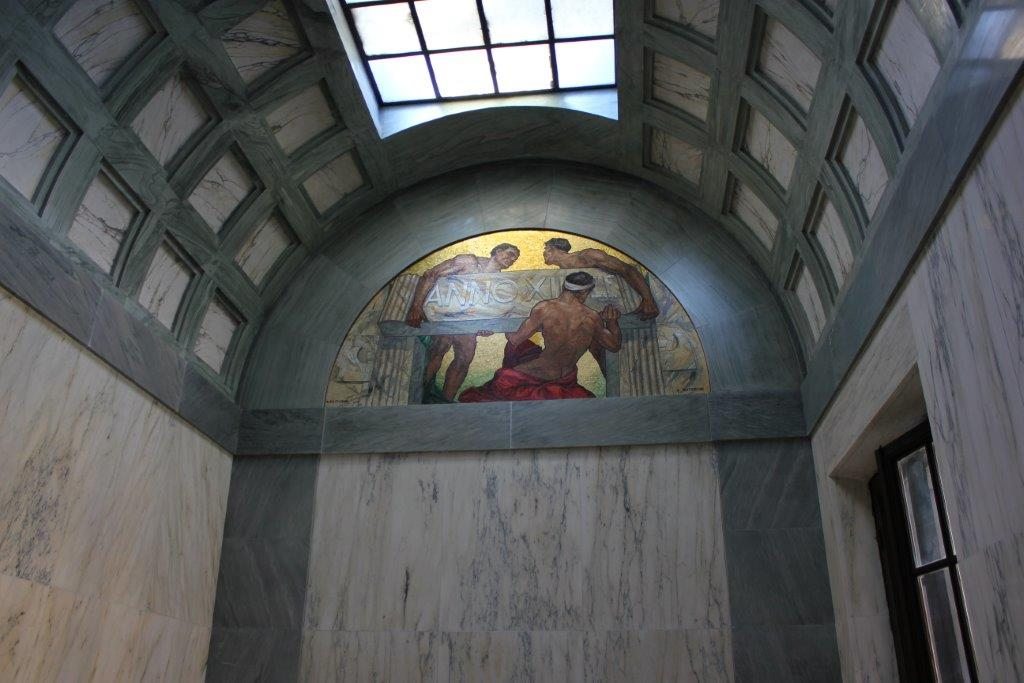
Interni del Palazzo
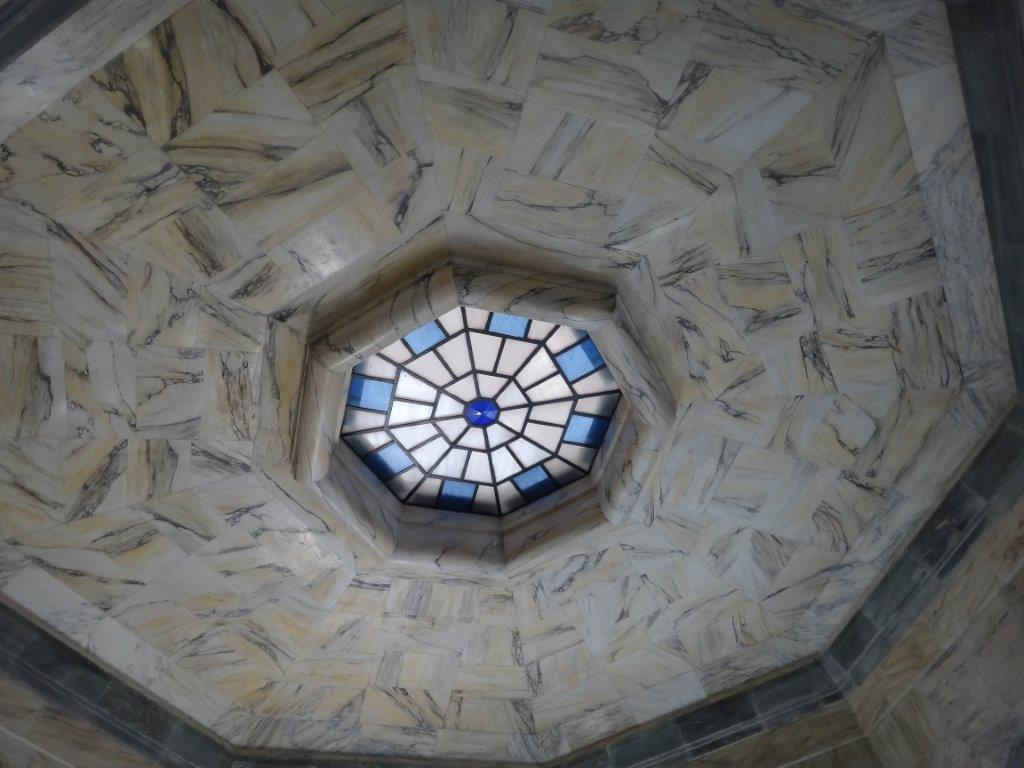
Particolare interni del Palazzo
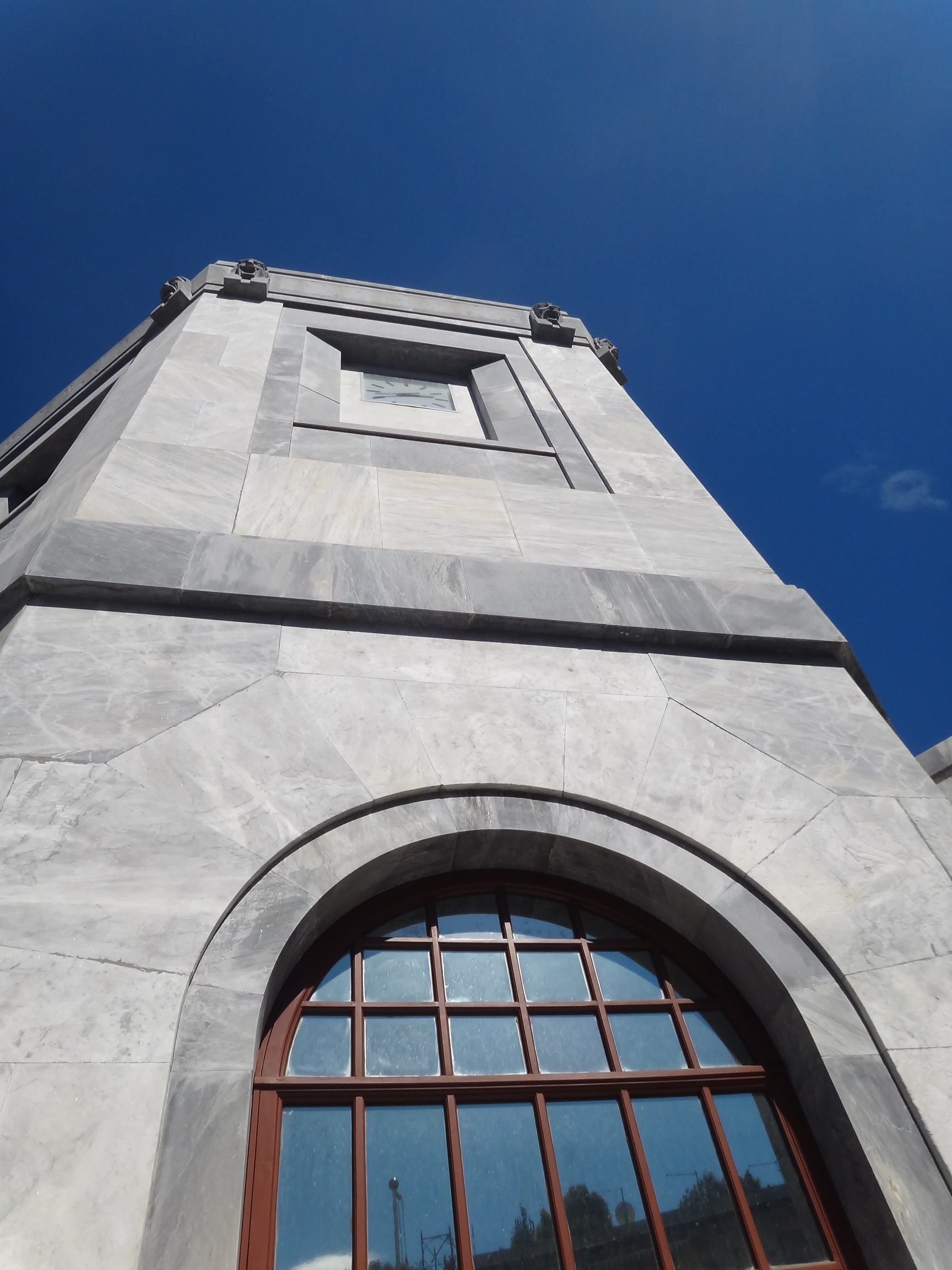
Veduta della Torre